# Pensiero di Bergson
La filosofia di Henri Bergson incise profondamente nella cultura del Novecento: ritroviamo elementi del suo pensiero nella filosofia di Michel Serres, Emmanuel Lévinas, Gilles Deleuze, nella storiografia di Fernand Braudel, nella letteratura di Marcel Proust e di James Joyce, nella epistemologia di Jacques Monod.
Quasi misconosciuto agli inizi della sua carriera accademica, Bergson divenne alla fine così popolare da esser quasi identificato con il filosofo ufficiale del pensiero francese. Egli fu uno dei pochi filosofi, insieme a Bertrand Russell, Jean-Paul Sartre e Albert Camus, a ricevere il premio Nobel (1927).
Bergson viene indicato come appartenente alla corrente filosofica dello spiritualismo, che si opponeva al positivismo imperante all'inizio del XIX secolo, ma la sua filosofia è così originale che sarebbe più giusto definirla "bergsonismo" proprio per evidenziare l'impossibilità di assimilarla alle tradizionali dottrine filosofiche.

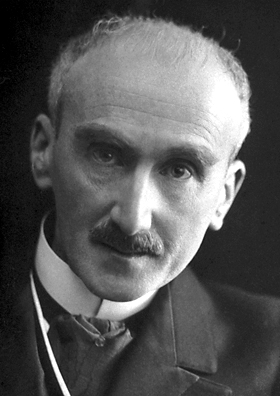
Henri Bergson, 1927

## Il dualismo
Bergson non ha esitazioni a dichiarare la sua adesione al dualismo contrapponendosi a quello che lui definisce come il preconcetto della filosofia che ha sempre cercato, sin dagli inizi della sua storia, di superare il naturale dualismo, conseguendo l'unità del reale.
Sin dal titolo la sua opera "Materia e memoria" (che doveva essere intitolata inizialmente "Quantità e Qualità") infatti sottintende quel dualismo che solo permette di evitare la confusione tra quelle che sono differenze di natura, per esempio in forme organiche ed inorganiche, riferendole invece, in nome dell'unità del reale, a differenze di grado all'interno di un unico piano di realtà. È questa iniziale confusione e l'incapacità di accettare che gli oggetti del pensiero sono dei "misti", degli intrecci dualistici, che ha reso irrisolvibili quei problemi che, mal definiti all'inizio e male analizzati, hanno portato a grossolani errori come ad esempio il presunto dualismo ordine-disordine che ben analizzato si rivela invece come la differenza tra due differenti forme di ordine e così la differenziazione del possibile come ciò che si allontana dal reale mentre per Bergson il possibile è qualcosa che si aggiunge alla realtà. Pertanto Bergson perviene ad una concezione dualistica, in cui gli oggetti esistono in sé come "immagini" in sé. Egli intende per "immagine" qualcosa che è a metà strada tra la rappresentazione dell'idealismo e la cosa (res) del realismo: è un oggetto che ha in sé tutte le proprietà che gli attribuisce la coscienza che è propria del senso comune, ma non "qualità occulte", come faceva il realismo (atto/potenza, forma/materia, sostanza/ accidenti), ma anche il razionalismo realista del '600 e del 700 ("res cogitans"/ "res extensa", monade, sostanza, etc.).
L'oggetto non è nemmeno la rappresentazione (Vorstellung) intesa dall'idealismo (posta da un io assoluto). È insomma un oggetto "pittoresco": l'oggetto conoscibile dal senso comune. Inoltre nel filosofo francese la percezione assume una nuova connotazione: non è un atto contemplativo, ma di selezione di immagini-in sé (gli oggetti), riferiti ad una immagine in sé che è il soggetto. La conoscenza assume in Bergson una funzione nuova, simile a quella che ha nel Pragmatismo americano. Anticipando infatti in qualche modo le teorie dei pragmatisti, Bergson è convinto che all'origine di ogni problema irrisolto ci sia una errata formulazione del problema stesso, dovuta a una distorta concezione della realtà; vi è stato quindi un cattivo uso dell'intelligenza a cui dobbiamo porre rimedio adoperandola correttamente. L'uso dell'intelligenza sarà sempre maggiormente presente in seguito nella concezione che il filosofo francese avrà della scienza, che, attraverso l'analisi, ha per fine l'utile, a differenza della filosofia, che tenderà alla conoscenza del vero, attraverso l'intuizione, organo della metafisica.

## Il rapporto con James e il pragmatismo

### Analogie e differenze
Bergson arrivò a Londra nel 1908 e rese visita a William James, il filosofo statunitense di Harvard, che era più anziano di Bergson di diciassette anni e che era attivo nel richiamare l'attenzione del pubblico anglo-americano sul lavoro del professore francese. Questo fu un interessante incontro e troviamo le impressioni di James su Bergson nelle sue Lettere, sotto la data del 4 ottobre 1908: «Un uomo così modesto e senza pretese ma intellettualmente un tale genio! Ho il più fermo sospetto che la tendenza che egli ha messo a fuoco finirà col prevalere, e che la presente epoca sarà una sorta di punto di svolta nella storia della filosofia.»
Fin dal 1880 James aveva scritto un articolo in francese per il periodico La Critique philosophique, di Renouvier e Pillon, intitolato Le Sentiment de l'Effort. Quattro anni dopo apparvero due suoi articoli sulla rivista Mind: "Che cos'è una Emozione?" e "Su qualche Omissione della Psicologia Introspettiva". Di questi articoli i primi due furono citati da Bergson nella sua opera del 1889, Les données immédiates de la conscience. Negli anni seguenti 1890-91 furono pubblicati i due volumi dell'opera monumentale di James, I princìpi della psicologia, nella quale fa riferimento a un fenomeno patologico osservato da Bergson. Alcuni autori, considerando esclusivamente queste date e trascurando il fatto che l'indagine di James era in corso fin dal 1870 (di cui era stata tenuta traccia di tanto in tanto con vari articoli che culminarono con I princìpi), hanno erroneamente datato le idee di Bergson come antecedenti a quelle di James.
Si è ipotizzato che Bergson debba le idee base del suo primo libro all'articolo del 1884 di James, "Su qualche Omissione della Psicologia Introspettiva", che non cita e non mette tra i riferimenti. Questo articolo si occupa della concezione del pensiero come flusso di coscienza, che l'intelletto distorce organizzandolo in concetti. Bergson ribatté a questa insinuazione negando che egli avesse alcuna conoscenza dell'articolo di James quando scrisse Les données immédiates de la conscience.
Sembra che i due pensatori abbiano progredito in modo indipendente quasi fino alla fine del secolo. Le loro posizioni intellettuali sono più lontane di quanto spesso si pensi. Entrambi sono riusciti ad attrarre consenso molto oltre la sfera puramente accademica, ma solo nel loro reciproco rifiuto, in definitiva, dell'"intellettualismo" c'è una vera consonanza. Sebbene James fosse leggermente più avanti nello sviluppo e nell'enunciazione delle sue idee, confessò di essere stato spiazzato da molte delle idee di Bergson. Certamente James trascurava molti degli aspetti più profondamente metafisici del pensiero di Bergson, che non si armonizzavano con il proprio, ed erano anzi in palese contraddizione. Oltre a questo, Bergson non era un pragmatico; per lui l'"utilità", lungi dall'essere una verifica della verità, è piuttosto l'inverso, un sinonimo di errore.
Nonostante ciò, William James salutò Bergson come un alleato. Nel 1903 egli scrisse: «Ho riletto i libri di Bergson e non ho letto nulla da anni che abbia così eccitato e stimolato i miei pensieri. Sono sicuro che quella filosofia abbia un grande futuro, rompe i vecchi schemi e porta le cose in una soluzione in cui possono ritrovarsi nuovi cristalli». Gli omaggi più notevoli che tributò a Bergson furono quelli nelle Hibbert Lectures (Un Universo Pluralistico), che James tenne al Manchester College di Oxford, poco dopo aver incontrato Bergson a Londra. Egli faceva notare l'incoraggiamento che aveva ricevuto dal pensiero di Bergson ed esprimeva la fiducia che aveva nel "potersi appoggiare all'autorità di Bergson".
L'influenza di Bergson lo portò a «rinunciare al metodo intellettualista e alla nozione corrente che la logica è una misura adeguata di ciò che può o non può essere». Lo indusse inoltre a «abbandonare la logica, fermamente e irrevocabilmente» come metodo, poiché aveva scoperto che «la realtà, la vita, l'esperienza, la concretezza, l'immediatezza, usate la parola che volete, va oltre la nostra logica, la sommerge e la circonda».
Naturalmente, queste osservazioni, che apparvero in un libro nel 1909, orientarono molti lettori inglesi e statunitensi a indagare la filosofia di Bergson. Questo era reso difficile dal fatto che i suoi più importanti lavori non erano stati tradotti in inglese. James, tuttavia, incoraggiò e aiutò Arthur Mitchell nella sua preparazione della traduzione inglese di L'Evolution créatrice. Nell'agosto 1910 James morì. Era sua intenzione, se fosse vissuto abbastanza per vedere il completamento della traduzione, di proporla al pubblico di lettori inglesi con una nota in prefazione di apprezzamento. Nell'anno seguente la traduzione fu completata e questo portò a un ancora più grande interesse verso Bergson e il suo lavoro. Per coincidenza, in quello stesso anno (1911), Bergson scrisse, per la traduzione francese del libro di James, Pragmatism, una prefazione di sedici pagine, intitolata Vérité et Realité. In essa espresse simpatia e apprezzamento per il lavoro di James, associati a certe importanti riserve.
In aprile (dal 5 all'11) Bergson seguì il Quarto congresso internazionale di filosofia svoltosi in Italia, a Bologna, dove tenne un brillante discorso su L'Intuition philosophique. In risposta agli inviti ricevuti, tornò ancora in Inghilterra nel maggio di quell'anno e rese diverse altre successive visite all'Inghilterra. Queste visite furono sempre eventi speciali e furono segnate da importanti dichiarazioni. Molti di questi contengono contributi significativi al pensiero e gettarono nuova luce su molti passaggi delle sue tre grandi opere: Trattato sui dati immediati della coscienza, Materia e memoria, e l'Evoluzione creatrice. Sebbene fossero in genere affermazioni necessariamente brevi, esse erano più recenti dei suoi libri e così mostrarono come questo acuto pensatore potesse sviluppare e arricchire il suo pensiero e approfittare di simili opportunità per chiarire al pubblico inglese i princìpi fondamentali della sua filosofia.

## Intelligenza e intuizione

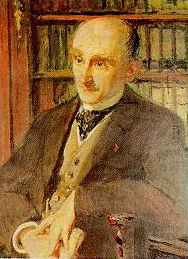
Henri Bergson

Bergson è stato accusato di preferire l'irrazionale per una sua sfiducia nella razionalità. Al contrario egli riconosce la funzione dell'intelligenza come strumento di conoscenza ma si rifiuta di pensare che questo debba essere l'unico strumento del sapere.
L'intelligenza è sempre diretta all'azione, al risultato: è come, dice Bergson, le forbici di un sarto che ritagliano, di un intero tessuto, quella parte che serve a confezionare l'abito. Siccome l'intelligenza è soprattutto analitica, essa poi procederà a ritagliare, ad analizzare, quella parte del reale che ha preso in considerazione: così come farà il sarto per fare le maniche del vestito.
Ma il sarto prima di tagliare la stoffa l'ha considerata nel suo insieme, nella sua completa unitarietà: questa è la funzione dell'intuizione «la simpatia per la quale ci trasportiamo all'interno di un oggetto» che precede ogni atto analitico dell'intelligenza ma che è anch'essa una forma di conoscenza. Ma ora sorge la questione: che rapporto c'è tra le due forme conoscitive, intuizione e intelligenza? Non è possibile stabilirlo teoricamente, è come se si volesse imparare a nuotare prima di nuotare: solo gettandosi in acqua s'imparerà a nuotare.
Ancora una volta siamo di fronte ad un "misto" dualistico di intuizione-intelligenza che rimanda al dualismo fondamentale tra spirito (intuizione) e materia (l'intelligenza analitica che mira alla realtà, le forbici del sarto). È con l'intuizione che possiamo cogliere gli errori che l'intelligenza ha fatto nel definire i problemi che vuole risolvere, così come il sarto si accorgerà di non poter fare il suo vestito poiché ha mal calcolato la stoffa che gli serviva. Il tentativo di ridurre lo spirito alla materia o viceversa, rifiutando la coesistenza delle due forme di conoscenza ha impedito al pensiero occidentale di capire la parzialità della conoscenza intellettiva analitica.

## Tempo spazializzato e durata reale
Dalla confusione tra intuizione e intelligenza, è nata l'incomprensione sulla natura del tempo. L'intelligenza, che da sempre mira a fini pratici, concepisce il tempo, così come fa anche la scienza, come una serie di istanti concatenati e misurabili: ha una visione del tempo spazializzata come se in una pellicola cinematografica si pretendesse di cogliere la finzione del movimento da ogni singolo fotogramma e non dal loro fluire e scorrere in una unità indistinta.
Così per il tempo non esistono singoli istanti ma un loro continuo fluire non scomponibile, in quanto vissuti nella loro durata reale nella coscienza di ognuno, dove gli stati psichici non si succedono ma convivono. Diverso è quindi il tempo della scienza da quello reale che ciascuno di noi vive nella propria coscienza. Famoso è l'esempio della zolletta di zucchero che si scioglie in un bicchiere d'acqua: la fisica calcolerà il tempo che lo zucchero impiegherà a sciogliersi secondo un procedimento analitico che va dall'istante iniziale a quello finale della solvatazione e questo tempo così calcolato sarà definito simbolicamente uguale per tutte le volte che si misurerà nelle stesse condizioni: mentre molto diverso sarà il tempo vissuto della mia coscienza che non terrà conto del tempo spazializzato e oggettivato della fisica ma piuttosto dalle mie condizioni psicologiche di insofferenza o calma: questo sarà il vero tempo per me.

## Memoria
Su questa concezione del tempo Bergson fonda la sua interpretazione della memoria nella sua opera "Materia e memoria". Già David Hume si era dedicato a questo problema concependo la memoria come il persistere attenuato della percezione iniziale, un po' come una molla che continua a vibrare sulla spinta del primo impulso. Bergson però, nota come secondo la scienza medico-psicologica questo rapporto tra percezione e memoria non viene riscontrato. Quindi ci deve essere un diverso rapporto tra percezione e memoria. Egli ritiene che la percezione sia un ritagliare un'immagine parziale della realtà percepita che dura per l'istante della percezione e che poi viene superata da altre percezioni, ritagli, della realtà. La memoria è invece l'accumularsi, lo stratificarsi dei ricordi, duraturo e sempre tutt'intero presente, indipendentemente dalla coscienza che si ha, e la cui dimensione temporale non è l'istante, come per le percezioni, ma la durata reale.
Il tutto è rappresentabile come un cono rovesciato:
- l'intersezione della punta con il piano rappresenta il presente;
- la punta del cono è l'istante della percezione del reale;
- la base del cono è il passato dov'è la memoria.

Come base (memoria) e punta (percezione) del cono costituiscono un tutt'uno, così il rapporto tra la percezione del reale (materia) e la memoria (spirito): la presunta differenziazione di spirito e materia diviene ora un tutt'uno.

## L'evoluzione creatrice
Questa continua differenziazione nello sviluppo della vita in varie direttrici evolutive, per esempio lungo la linea organico-inorganico, spiega l'evoluzione delle forme viventi. Quando siamo bambini, spiega Bergson, il nostro futuro sviluppo è caratterizzato da un numero imprecisato di tendenze: pensiamo di volta in volta, mentre cresciamo, che faremo il pompiere, il giornalista, l'esploratore, ecc., ma poi alla fine una sola di queste strade diverrà reale. Nella natura avviene altrettanto: all'inizio si dipanano molte vie evolutive, alcune di queste si bloccano, e altre invece proseguono, e la forza, la spinta creatrice che era nella linea di sviluppo che si è fermata, prosegue, confluisce e dà forza alle linee che continuano ad evolversi con uno "slancio vitale". È come dire che dalle scimmie antropomorfe lo scimpanzé rappresenta una linea evolutiva che all'inizio ha continuato la sua evoluzione, che poi si è fermata, mentre proseguiva in un'altra direzione lo slancio vitale che ha portato all'homo sapiens.

## La metafisica
Mentre le forme vegetali si sono bloccate, i microrganismi si sono fermati nella loro evoluzione, l'uomo è l'unico che continua nel suo slancio creatore non tanto a livello biologico ma nella sua attività culturale continua a modificare la realtà seguendo quello slancio creatore che era all'origine della sua evoluzione e assumendone in sé la forza iniziale. L'uomo, non creatore dal nulla, ma subcreatore poiché egli non dà esistenza a realtà che prima non erano ma crea delle forme dove esprime in modo originale realtà prima inesistenti, trasfigurandole con la sua invenzione, con l'arte, con la scienza, con la stessa filosofia che può "creare" un nuovo senso della vita dell'uomo portandogli la felicità. Tutta la civiltà umana è il risultato dello slancio creatore dell'uomo.

## La libertà
Nella sua ultima opera Le due fonti della morale e della religione, Bergson allarga le tematiche centrali del suo pensiero dando loro una prospettiva etica universale. Come nell'evoluzione creatrice, così anche nelle società umane avviene che alcune si blocchino e si fissino in società chiuse, conservatrici, espressioni dell'egoismo individuale: queste però possono essere liberate e rese aperte da una società di uomini liberi e creatori che si compenetrano tra loro. Con l'emozione creatrice essi daranno vita ad una "simpatia" (sun pathos, un sentire insieme) una indifferenziata unità di passioni interiori, per spezzare, «come una carica di cavalleria», il cerchio ferreo di quelle società che vogliono bloccare lo slancio vitale della civiltà umana.
Queste società sono ora sotto gli occhi di Bergson che assiste nel ghetto di Parigi alle persecuzioni antisemite naziste e a cui egli, proveniente da una famiglia ebraica potrebbe sottrarsi, per invito degli stessi tedeschi, convertendosi al cattolicesimo. Nasconderà invece la sua volontà di conversione spirituale, resa pubblica nel suo testamento, e per solidarietà con i più perseguitati dei francesi farà della sua morte insieme a loro un ultimo atto di libertà.